# Заманиха висока
Заманиха висока (Oplopánax elátus, синонім — Echinopanax elatus) — листопадний колючий кущ родини аралієвих, заввишки близько 1 м.

## Опис
Має товсте довге горизонтальне кореневище, розміщене близько від поверхні ґрунту. Стебла прямі, малорозгалужені, вкриті голчастими колючками. Листки чергові, довгочерешкові, великі, 5— 7-лопатеві, по краю — двозубчасті й колючі, розміщені на бічних пагонах; на вегетативних пагонах їх по 1—4, на генеративних — по 5. Квітки дрібні, двостатеві, зеленаві, в невеликих простих зонтиках, що утворюють поникле рідке суцвіття.
Плоди довжиною 7-12 мм продовгувато-кулеподібні, соковиті, оранжево-червоного кольору, з двома сплюсненими кісточками. Цвіте в червні — липні, плодоносить у серпні — вересні. Заманиха поширена у верхній смузі гірських лісів Приморського краю; утворює підлісок в ялинниках і ялицево-ялинових лісах.

## Хімічний склад
Кореневища і корені рослини містять ефірну олію(1,8%), тритерпенові глікозиди, алкалоїд аралін, фенольні сполуки та мінеральні речовини.